# Semiothisa muscariata
Semiothisa muscariata är en fjärilsart som beskrevs av Achille Guenée 1858. Semiothisa muscariata ingår i släktet Semiothisa och familjen mätare. Inga underarter finns listade i Catalogue of Life.